# Radłóweczka kosmkowata

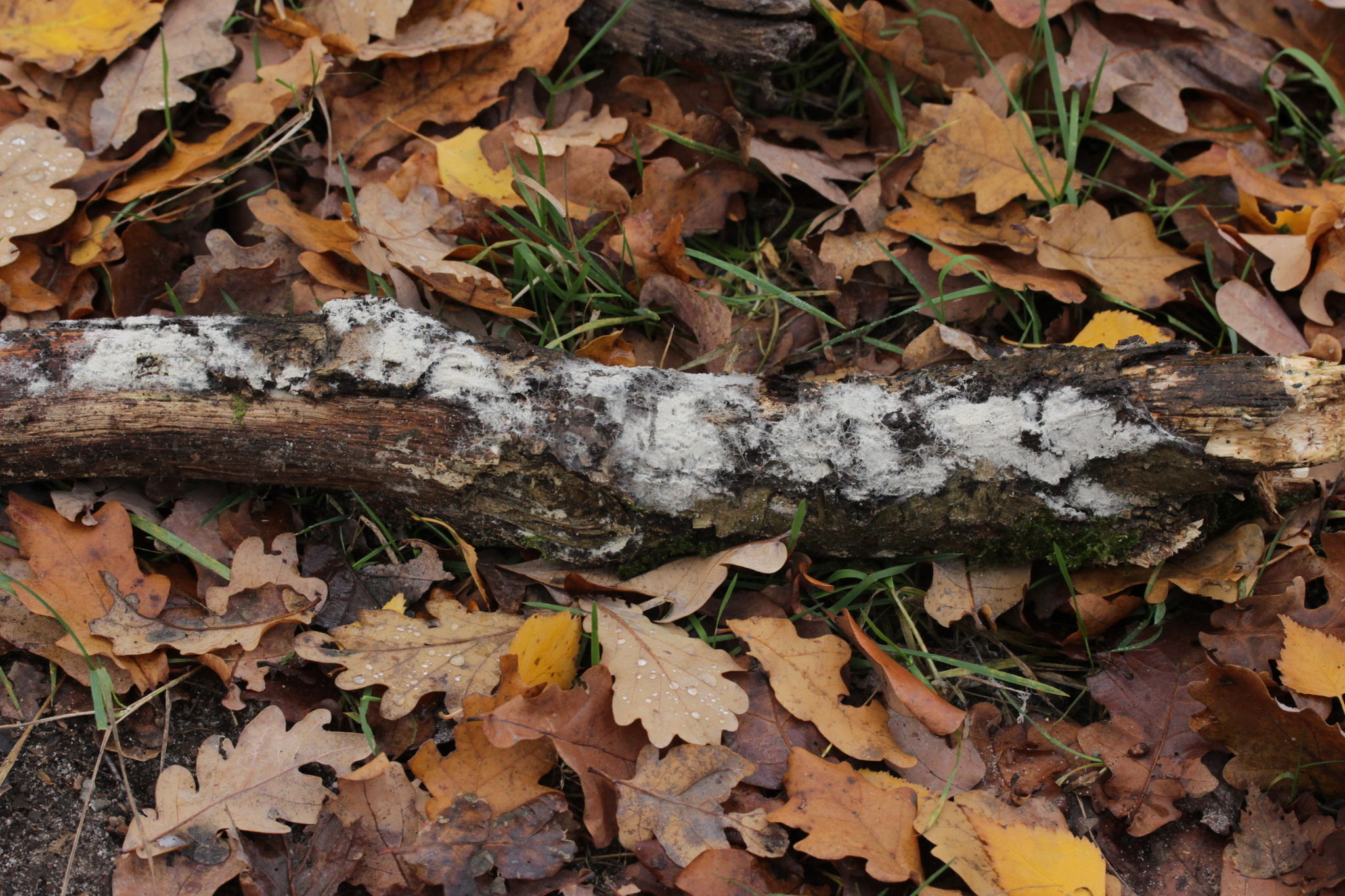

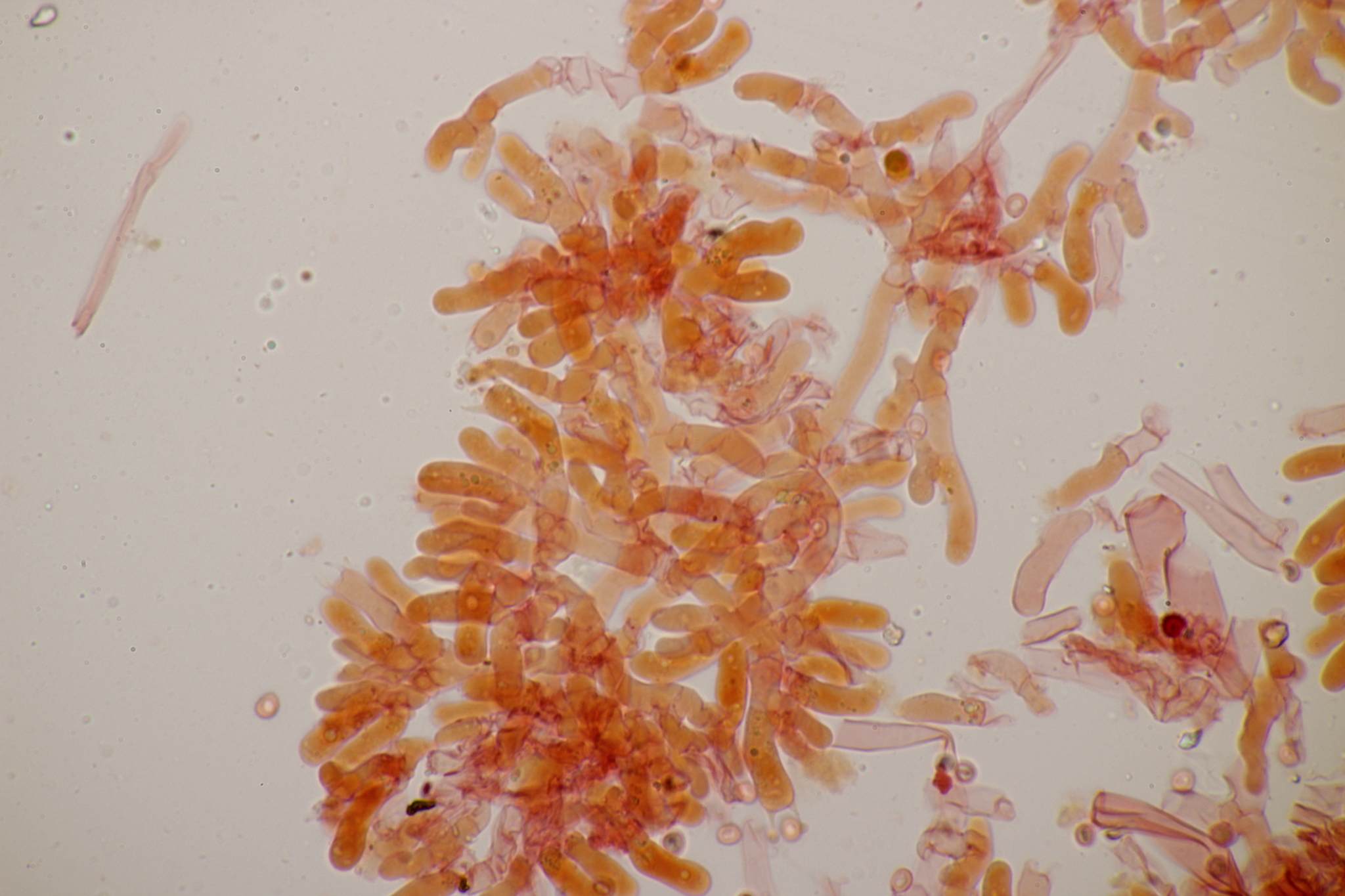

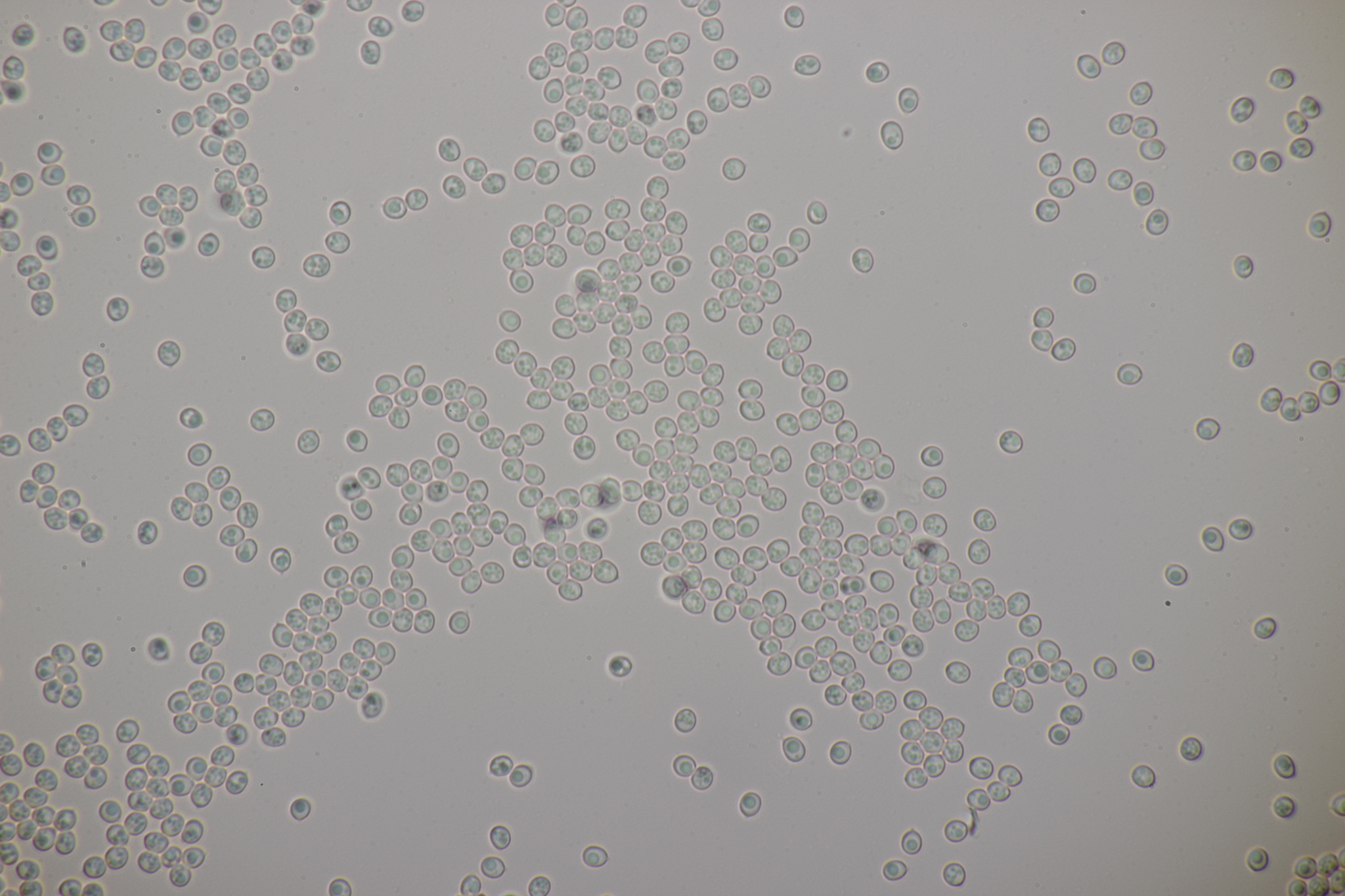

Radłóweczka kosmkowata (Cristinia helvetica Velen.) – gatunek grzybów należący do rodziny Stephanosporaceae.

## Systematyka i nazewnictwo
Pozycja w klasyfikacji według Index Fungorum: Cristinia, Stephanosporaceae, Agaricales, Agaricomycetidae, Agaricomycetes, Agaricomycotina, Basidiomycota, Fungi.
Po raz pierwszy opisał go w 1825 r. Christiaan Hendrik Persoon nadając mu nazwę Hydnum helveticum. Obecną nazwę nadał mu Erast Parmasto w 1968 r.
Synonimy:
- Corticium helveticum (Pers.) Höhn. & Litsch. 1908
- Grandinia helvetica (Pers.) Fr. 1874
- Grandinia terrestris (P. Karst.) P. Karst. 1889
- Hydnum helveticum Pers. 1825
- Odontia terrestris P. Karst. 1883
- Stereum helveticum (Pers.) E.H.L. Krause 1929[2].

Nazwę polską zaproponował Władysław Wojewoda w 2003 r.

## Morfologia
Owocniki
Owocniki rozpostarte, siatkowate, kłaczkowate do granulkowatych, kurczące się podczas suszenia, porowate, luźno przyczepione i o miękkiej konsystencji,. Powierzchnia biaława do blado ochrowej na obrzeżach, subikulum często z cienkimi, ochrowymi ryzomorfam. Hymenium kłaczkowate do ziarnistego, brzeg nieokreślony do nieregularnie włóknistego.
Cechy mikroskopowe
System strzępkowy monomityczny. Strzępki cienkościenne, o szerokości 2–7 µm, przeważnie krótkokomórkowe, ze sprzążkami na wszystkich przegrodach. W niektórych okazach niektóre komórki strzępek oglądane w kontraście fazowym różnią się wyraźnie od innych pod względem refrakcyjnej zawartości protoplazmatycznej (wyglądają jak gleocystydy np. Hypochnicium). Początkowe części strzępek są gęsto splątane w sznury, podobnie jak ryzomorfy na brzegu owocnika. W sznurach tych często między strzępkami występują anastomozy. Konsystencja jest miękka i luźna (jak u Trechispora). Podstawki o wymiarach 15–25 × 5–7 µm, maczugowate do cylindrycznych, z gutulami w protoplazmie, ze sprzążką bazalną i przeważnie z 4 sterygmami. Cystyd brak. Zarodniki odwrotnie jajowate do kulistych lub kuliste, z małym apiculusem, grubościenne i silnie cyjanofilne, 3,5–4,5 (–5) × 3–4 µm. Młode zarodniki przeważnie z jedną gutulą.
Gatunki podobne
Jest to jednolity i jednorodny gatunek, który z reguły jest rozpoznawany bez trudności. W jednej z kolekcji występowały nienormalnie rozwinięte podstawki z przewagą 1-2 sterygmowych. Niektóre podstawki są wydłużone i wierzchołkowo zwężają się, upodabniając się do cystydioli. Zarodniki różnią się wielkości (do 6 µm) w zależności od liczby sterygm. Podobna jest Cristinia filia, ale ma zarodniki dekstrynoidalne i strzępki ampułkowate.

## Występowanie i siedlisko
Stanowiska radłóweczki kosmkowatej podano w Ameryce Północnej, Europie, Afryce i Azji. Najwięcej stanowisk podano w Europie. Występuje tu na całym obszarze, od Morza Śródziemnego po północne krańce Półwyspu Skandynawskiego. W piśmiennictwie naukowym w Polsce do 2003 r. znane były tylko dwa stanowiska; jedno podał Giacomo Bresàdola w 1903 r. w Międzyrzeczu Podlaskim, drugie W. Wojewoda w Lesie Wolskim w 1996 r. Znajduje się na Czerwonej liście roślin i grzybów Polski. Ma status E– gatunek wymierający, którego przeżycie jest mało prawdopodobne, jeśli nadal będą działać czynniki zagrożenia Aktualne stanowiska podaje internetowy atlas grzybów.
Nadrzewny grzyb saprotroficzny. Występuje na martwym drewnie drzew liściastych i iglastych.